# Dirphya atricornis
Dirphya atricornis là một loài bọ cánh cứng trong họ Cerambycidae.